# Aberration de la lumière

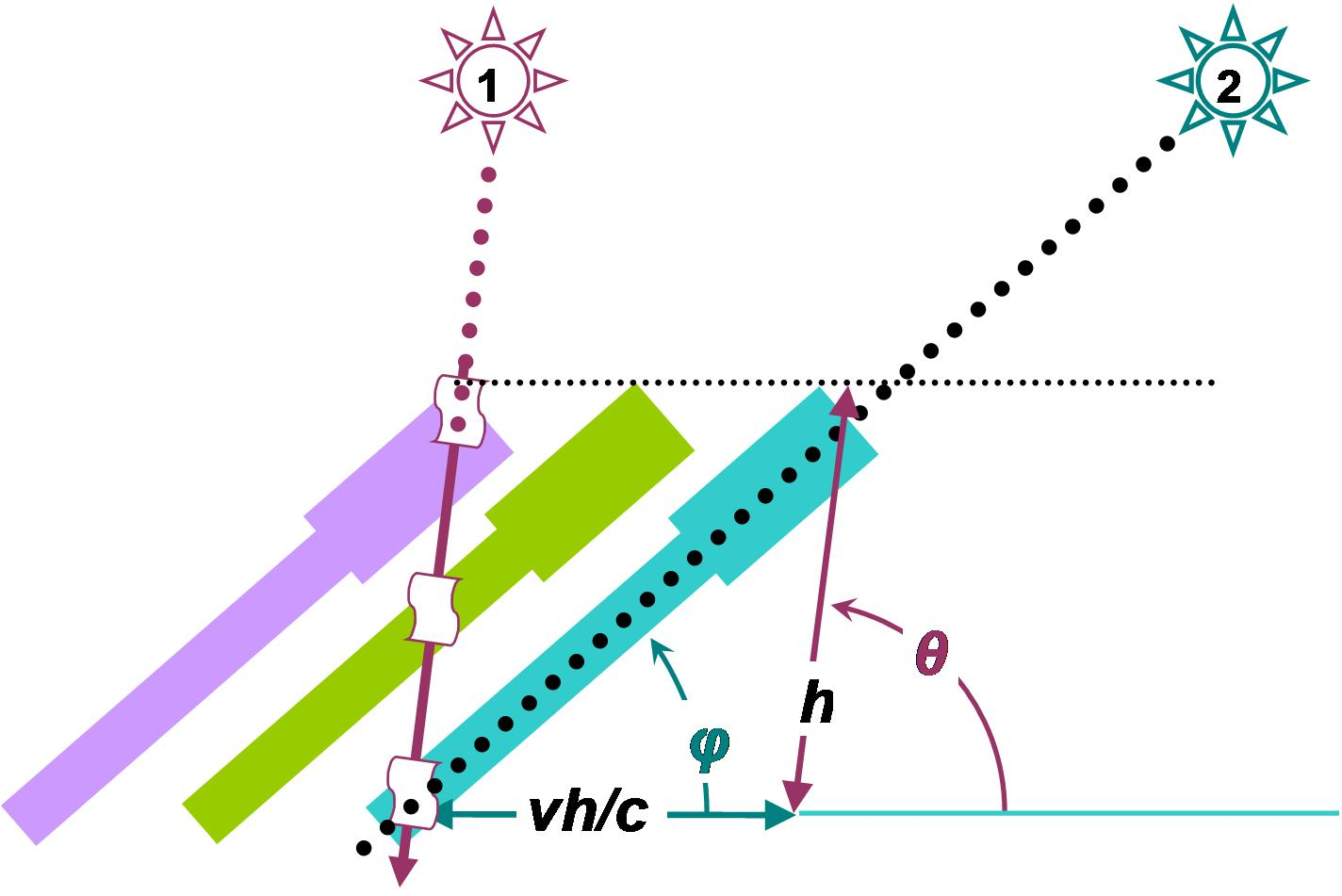
La lumière en provenance de l'endroit 1 semblera provenir de l'endroit 2 pour un télescope en mouvement à cause de la vitesse finie de la lumière, c'est l'aberration de la lumière.

Pour les articles homonymes, voir Aberration.
L'aberration de la lumière ou aberration des étoiles est un phénomène optique qui se traduit par le fait que la direction apparente d'une source lumineuse dépend de la vitesse de celui qui l'observe (plus exactement de la composante de cette vitesse perpendiculaire à la direction d'observation), de la même façon que pour un passager d'un véhicule qui se déplace par exemple à l'horizontale, la pluie semble tomber depuis une direction située vers l'avant, et non selon la verticale. L'astronome James Bradley découvrit le phénomène en 1725 en étudiant les variations de la position apparente de l'étoile γ Draconis. Il lui fallut près de deux ans avant de comprendre ce phénomène et le publier. Il fournit ainsi la première confirmation scientifique de la rotation de la Terre autour du Soleil par l'observation des étoiles.

## Aspects historiques
La possibilité d'un déplacement apparent des étoiles comme conséquence du modèle copernicien avait été émise dès la fin du XVIe siècle, mais c'est à un mouvement de parallaxe que la plupart des écrits faisaient allusion. Jusqu'à la fin du XVIIe siècle, aucune mesure fiable ne montre de mouvement apparent d'étoiles. 
L'aberration stellaire — ou aberration des fixes — a été observée pour la première fois en 1671 depuis Uraniborg par l'astronome français Jean Picard, (1620-1682) sur l'étoile polaire, — α Ursæ Minoris — et avec un télescope à réticule. Picard a publié ses observations en 1680. Mais il n'a pas su les interpréter bien qu'il tentât en vain de les expliquer par l'effet de parallaxe.
Le phénomène d'aberration de la lumière avait fait l'objet de plusieurs études après que Ole Christensen Rømer eut mesuré pour la première fois la vitesse de la lumière en 1676. Plusieurs tentatives de mise en évidence, notamment par l'astronome britannique John Flamsteed en 1689 eurent lieu. Il fut observé de manière convaincante par Bradley au mois de décembre 1725 avec l'étoile γ Draconis confirmé par ses observations supplémentaires en mars 1726. Plusieurs autres étoiles furent observées en 1727.
Bradley eut beaucoup de difficultés à comprendre ses observations. Une hypothèse qu'il envisagea d'abord était que le mouvement apparent des étoiles était une conséquence d'une variation de l'axe de rotation de la Terre. Cependant cette interprétation ne permettait pas d'expliquer les observations. L'anecdote raconte que c'est en observant la variation de la direction apparente du vent selon la vitesse et la direction prise par un voilier que Bradley eut l'idée d'appliquer ce raisonnement finalement assez simple à la lumière. Après s'être assuré de la validité de l'hypothèse selon laquelle c'était l'aberration qui était responsable du mouvement apparent des étoiles, il se rendit compte qu'en soustrayant ce phénomène aux mouvements apparents observés il subsistait encore un mouvement apparent des étoiles. Se souvenant de son hypothèse initiale, il put alors démontrer l'existence d'une petite variation de l'axe de rotation de la Terre : c'est le phénomène de nutation qu'il ne choisit de publier qu'une vingtaine d'années plus tard en 1748. Le phénomène d'aberration de la lumière a également fourni dès le XVIIIe siècle un indice de ce que la vitesse de la lumière est constante et n'obéit pas à la loi galiléenne d'addition des vitesses.

## Description du phénomène

Effets de la variation annuelle de l'aberration de la lumière sur la position apparente de trois étoiles à une longitude par rapport à l'écliptique de 270° et à une latitude respectivement de 90°, 45° et 0°.

En pratique, le phénomène d'aberration peut être observé pour les étoiles. On observe un mouvement elliptique apparent de celles-ci au cours d'une année. Ce phénomène est dû à la vitesse relative de la Terre sur son orbite par rapport aux étoiles, et donc aux rayons lumineux qui en proviennent. Il ne dépend pas de la distance de l'étoile à la Terre, mais seulement de l'angle entre sa direction et le plan de l'écliptique (plan de l'orbite terrestre autour du soleil). Il ne doit pas être confondu avec la parallaxe qui est due à un effet de perspective, sensible seulement pour les étoiles assez proches. En outre, les deux phénomènes n'ont pas le même ordre de grandeur, environ 20 secondes d'arc pour l'aberration, contre une seconde d'arc pour la parallaxe des étoiles les plus proches, moins pour les plus éloignées. C'est d'ailleurs cette différence d'ordre de grandeur qui permit la découverte de l'aberration des étoiles, près d'un siècle avant celle de leur parallaxe. Du fait de la rotation de la Terre, il existe également un phénomène d'aberration diurne, d'autant plus prononcé que l'observateur est situé proche de l'Équateur. L'amplitude de ce phénomène est cependant bien plus faible, de l'ordre d'une fraction de seconde d'arc.
Le phénomène d'aberration a apporté la première confirmation scientifique au modèle copernicien. Il a permis également de montrer que la vitesse de la lumière émise par toutes les étoiles était la même, ne dépendait ni de l'étoile, ni de sa luminosité (mais seulement de sa direction par rapport au plan de l'écliptique). Ainsi il a été possible d'estimer plus précisément cette vitesse, de manière cohérente avec la première estimation faite par Rømer une cinquantaine d'années auparavant. À l'époque, les incertitudes sur la taille du système solaire ne permettaient pas de connaître avec précision la taille de l'orbite de la Terre et par suite sa vitesse de déplacement le long de son orbite, ce qui empêchait une mesure précise de la vitesse de la lumière.
Une conséquence surprenante du phénomène d'aberration est qu'un observateur fortement accéléré atteignant une vitesse proche de celle de la lumière verrait la quasi-totalité des objets situés devant lui projetés vers une direction apparente très proche de la direction vers laquelle il se dirige, lui donnant l'impression erronée qu'il est en train de s'éloigner de la direction vers laquelle il se déplace. Ce phénomène permettrait ainsi à un observateur au mouvement très rapide de voir vers l'avant des objets en fait situés derrière lui.

## Calcul classique
On considère deux référentiels R et R' en translation l'un par rapport à l'autre, avec une vitesse relative v selon leurs abscisses respectives. On suppose que les axes des deux référentiels restent parallèles. Si la lumière parvient dans le plan Oxy du référentiel R, en faisant un angle θ avec l'axe Ox, la vitesse de la lumière a alors pour composantes {\displaystyle {\begin{pmatrix}-c\cos \theta \\-c\sin \theta \end{pmatrix}}}. Dans le référentiel R', ces composantes deviennent {\displaystyle {\begin{pmatrix}-c\cos \theta -v\\-c\sin \theta \end{pmatrix}}}, formant donc un angle θ' (ou ϕ, selon la figure) tel que :
{\displaystyle \tan \theta '={\sin \theta  \over \cos \theta +v/c}}
Si l'étoile est au zénith (θ = π/2), alors tan(θ') = c/v ou encore tan(π/2 – θ') = v/c. L'écart d'angle est faible, proche de v/c. L'observation de la même étoile à six mois d'intervalle (pendant lesquels la vitesse de la Terre passe de v à –v dans le référentiel choisi, qui n'a pas tourné) permet de mesurer le double de cet angle. Connaissant v, on peut en déduire c. Pour le phénomène d'aberration des étoiles, c'est le rapport v/c que l'on mesure, où v est la vitesse orbitale de la Terre, à peu près constante en valeur au cours du temps car l'orbite de la Terre est quasi circulaire. L'amplitude du mouvement d'aberration est donc environ de v/c, exprimé sous forme d'un angle, soit v/c = (29,780 km/s / 299 792,458 km/s) ·((360° · 3 600"/°) / 2π) = 20,489 4", précisément 20,495 52" = 0,000 099 365 rad. C'est ce que l'on appelle la constante d'aberration. 

## Calcul relativiste
Le calcul précédent est valide dans le cas où v représente une vitesse faible devant celle de la lumière. C'est le phénomène d'aberration classique, similaire à la variation de la direction apparente du vent en fonction de la vitesse et la direction d'un voilier soumis à un vent constant. Pour la lumière, le calcul précédent n'est pas tout à fait exact, puisque le vecteur calculé {\displaystyle {\begin{pmatrix}-c\cos \theta -v\\-c\sin \theta \end{pmatrix}}} aurait un module (ou norme) supérieur à c, ce qui est exclu par la théorie, car cela signifierait que la vitesse de la lumière serait supérieure à c dans le référentiel R'. Il faut donc utiliser les formules de transformation relativiste des vitesses. Dans le référentiel R', la propagation de la lumière se fait en fait selon la direction {\displaystyle {1 \over 1+{v \over c}\cos \theta }{\begin{pmatrix}-c\cos \theta -v\\-c\sin \theta {\sqrt {1-{v^{2} \over c^{2}}}}\end{pmatrix}}}, de sorte que
{\displaystyle \tan \theta '={\sin \theta  \over \cos \theta +v/c}{\sqrt {1-{v^{2} \over c^{2}}}}}
Cette formule traduit une conséquence angulaire de l'effet Doppler-Fizeau. La différence avec la formule classique est imperceptible dans le cas de la Terre, mais peut donc être calculée.